# Holoplagia sinica
Holoplagia sinica är en tvåvingeart som beskrevs av Yang 1995. Holoplagia sinica ingår i släktet Holoplagia och familjen dyngmyggor.
Artens utbredningsområde är Zhejiang (Kina). Inga underarter finns listade i Catalogue of Life.